# Штетванг
Штетванг (њем. Stöttwang) општина је у њемачкој савезној држави Баварска. Једно је од 45 општинских средишта округа Осталгој. Према процјени из 2010. у општини је живјело 1.799 становника. Посједује регионалну шифру (AGS) 9777172.

## Географски и демографски подаци
Штетванг се налази у савезној држави Баварска у округу Осталгој. Општина се налази на надморској висини од 726 метара. Површина општине износи 19,8 km². У самом мјесту је, према процјени из 2010. године, живјело 1.799 становника. Просјечна густина становништва износи 91 становника/km².